# نشنال فیول گس
نشنال فیول گس (انگلیسی: National Fuel Gas) شرکت نفت و گاز آمریکایی است، که در سال ۱۹۰۲ تأسیس شد.